# Frères Zangaki

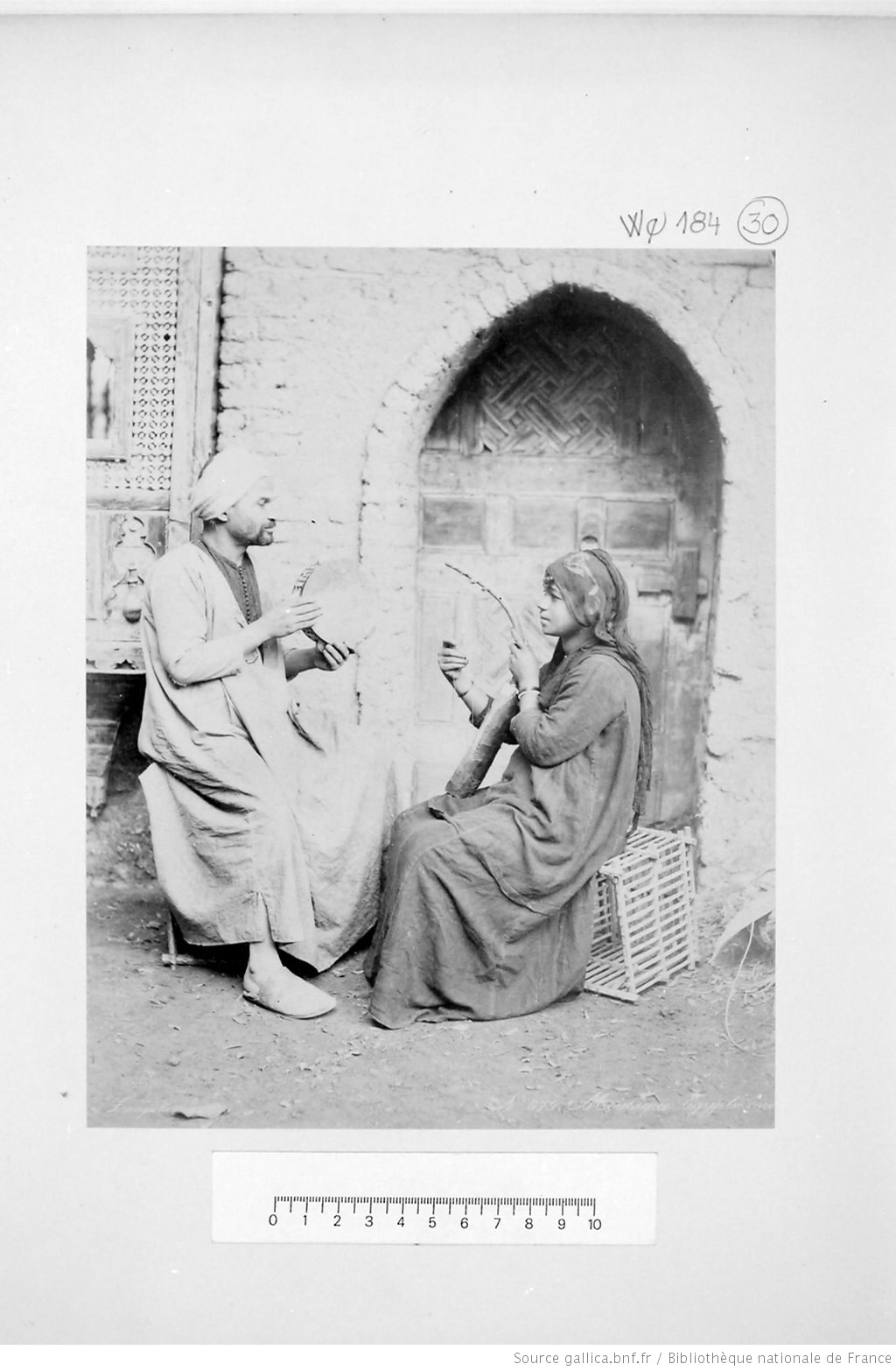
Des musiciens égyptiens, par Zangaki et H. Arnoux, 1892.

Les frères Zangaki (en grec moderne : Αδελφοί Ζαγκάκη) sont deux photographes grecs, actifs entre 1870 et 1915 environ, en Égypte et en Algérie. Ils ont principalement photographié les monuments historiques de l'Égypte antique et la vie quotidienne, et sont parmi les premiers photographes à avoir produit et commercialisé des tirages en grand nombre de l'Égypte.

## Biographie
On ne sait que peu de choses des deux frères. Leur identification a posé problème, à commencer par leur nom de famille, parfois orthographié de façon erronée Langaki, mais aussi Zankaki. Par ailleurs, la signature A. Zangaki a pu laisser penser qu'on avait affaire à un seul et même photographe, jusqu'à ce que l'initiale soit comprise comme étant l'abréviation de adelphoï, « frères » en grec. Il est désormais admis que les deux frères se prénommaient George et Constantine, ou Costas (initiales G. et C.). Leur origine est aussi entourée d'un certain flou, certaines sources indiquant qu'ils sont nés sur l'île grecque de Milos, tandis que d'autres leur attribuent des origines crétoises ou chypriotes. Enfin, le fait que leur véhicule de prises de vue ait porté la mention en anglais « Zangaki Brothers », et que les légendes de leurs photographies aient été rédigées en français, a apporté encore davantage de confusion. On ignore également dans quelles conditions ils ont appris la photographie.
Leurs premières photographies datent des années 1860 ou de 1870. Vues des monuments de l'Égypte antique (pyramides, Sphinx de Gizeh...) et des villes (par exemple Suez ou Alexandrie), images de la vie quotidienne des Égyptiens, elles constituent un témoignage de l'Égypte du XIXe siècle. Les Zangaki sont installés à Port-Saïd, – notamment rue de la Division, à l'enseigne Photographie orientale – et ouvrent ensuite une succursale au Caire. Ils vendent principalement leurs clichés aux voyageurs, nombreux à passer par le canal de Suez pour se rendre en Extrême-Orient. Les deux frères parcourent également les rives du Nil, équipés d'une chambre noire ambulante tirée par des chevaux. L'un fait les prises de vue, tandis que l'autre développe et tire les négatifs.
Ils ont probablement travaillé avec le photographe français Hippolyte Arnoux, établi à Port-Saïd, comme en témoigne l'utilisation des mêmes décors et accessoires de studio. Il est également possible qu'ils aient travaillé conjointement sur le chantier du canal de Suez. Toutefois, les termes de cette collaboration éventuelle sont inconnus. En 1874, Arnoux assigne en justice George Zangaki et un certain Antippa Spiridion pour avoir reproduit et vendu certains de ses clichés. Le 17 juillet 1876, malgré l’absence de toute loi spéciale en vigueur en Égypte, Zangaki et Spiridion sont condamnés par le tribunal d'Ismaïlia à verser huit cents francs de dommages et intérêts au plaignant. Ils font appel mais le 1er mars 1877, leur demande est rejetée par la cour d'Alexandrie.
Leur activité semble perdurer jusqu'en 1915.

## Collections
- Portland Art Museum, Portland, Oregon[12].
- Université de Princeton, États-Unis[13].

## Expositions collectives
- 4 mai - 2 septembre 2001 : Le voyage en Égypte : des regards appliqués. Vivant Denon et les photographes du XIXe siècle, Musée Denon, Chalon-sur-Saône[14]

photographies de Hippolyte Arnoux, A. Beato, Émile Béchard, Félix Bonfils, , Pascal Sébah, frères Zangaki, Luigi Fiorillo.
- 2008 : Focus Orient : الشرق : محور الشرق - Orientalist photography from the late 19th and early 20th centuries : a selection from the Thomas Walther collection, Sharjah Art Museum (en), Charjah[15]

photographies d'Émile Béchard, Pascal Sébah, Tancrède Dumas, Frères Zangaki, Wilhelm Hammerschmidt, Félix Teynard, Francis Frith, Hippolyte Arnoux, Félix Bonfils, Gabriel Lekegian, Jean Geiser, Constant Alexandre Famin, Cosmi Sebah, Ludovico Hart, Alexandre Bougault, Lehnert & Landrock, Neurdein, Guillaume Berggren (de), A. Cavilla.

## Galerie

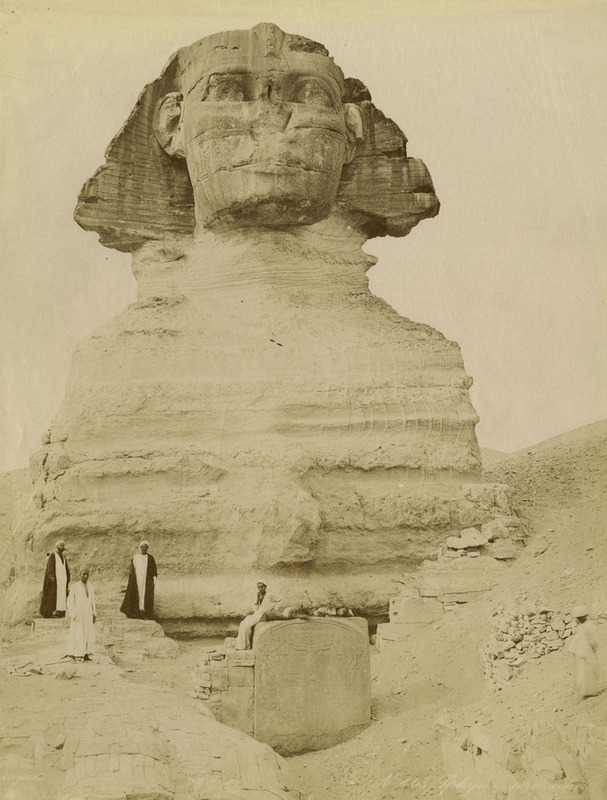
Sphinx de Gizeh.
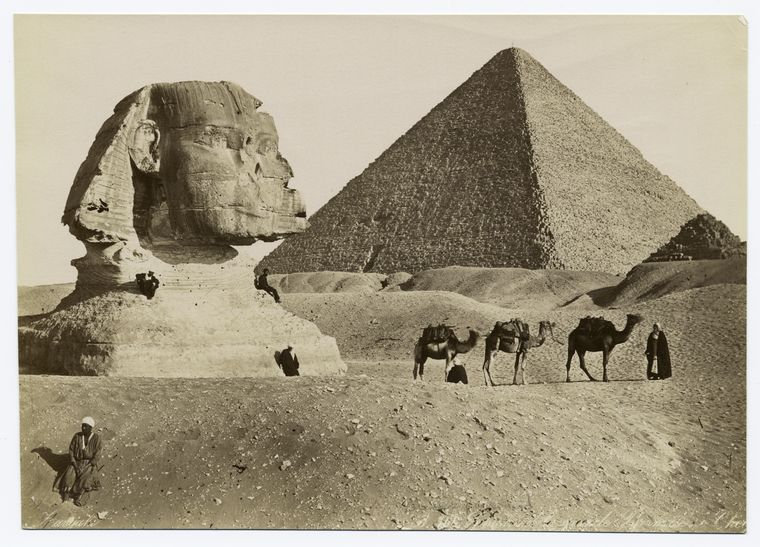
Le Sphinx et la grande pyramide.
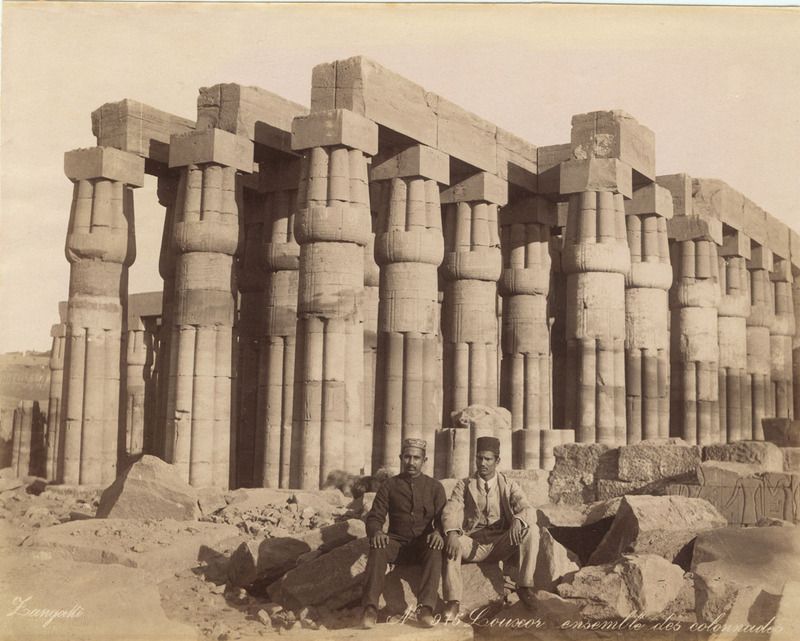
Colonnades du temple de Louxor.
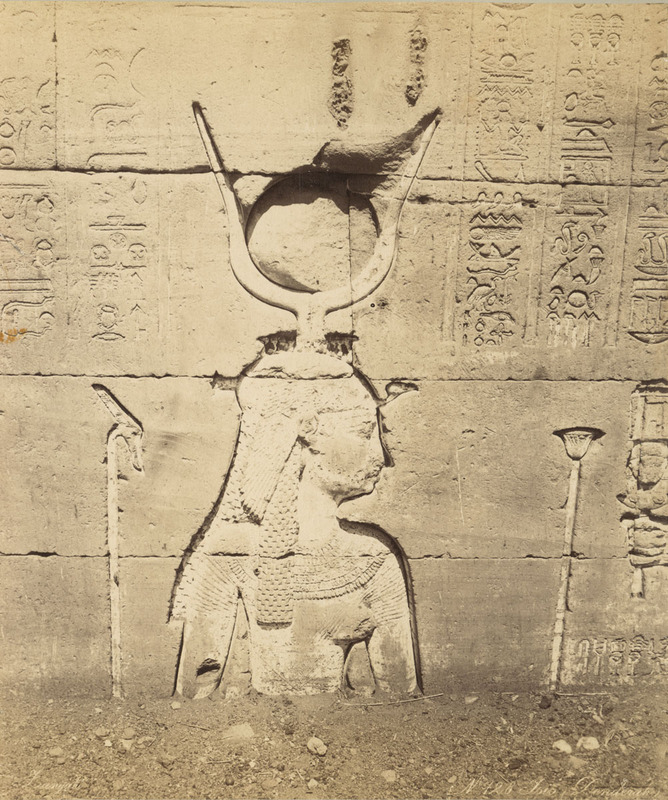
Isis à Dendérah.
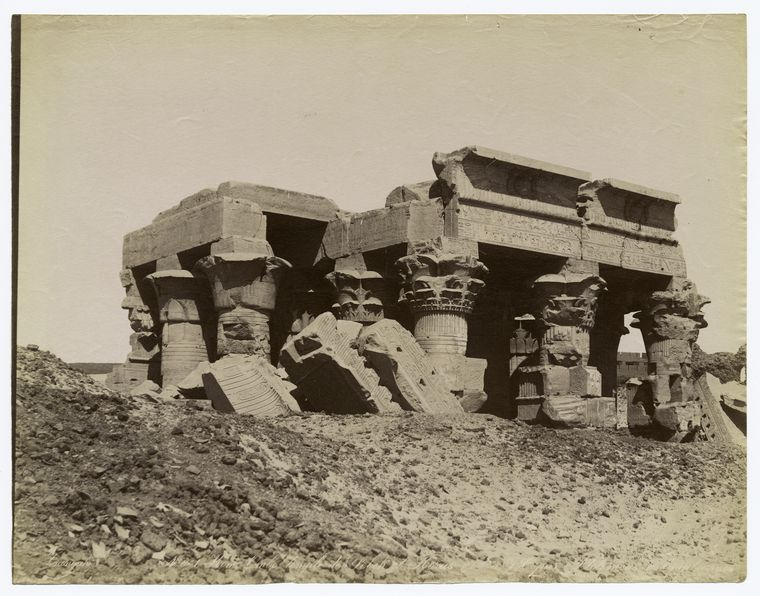
Kôm Ombo, temple de Sobek et Haroëris.
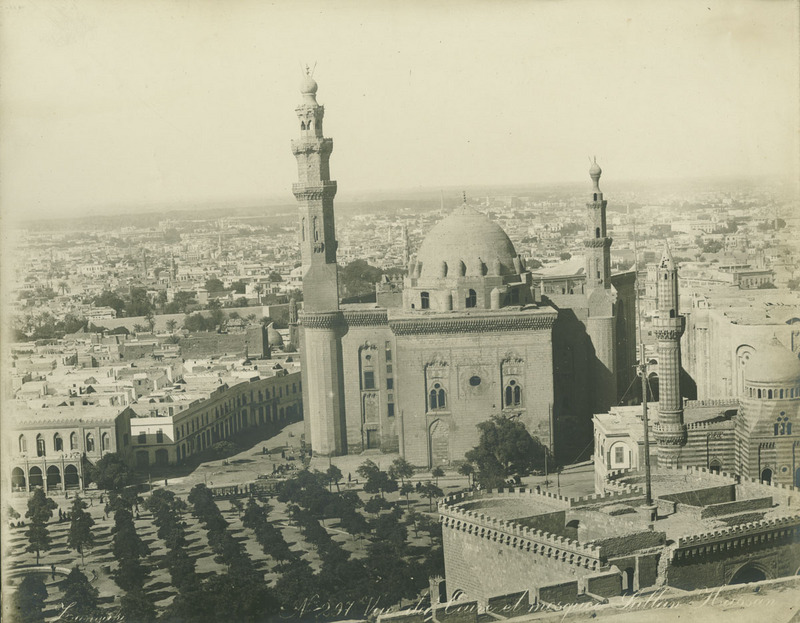
Vue du Caire et de la mosquée du sultan Hassan.
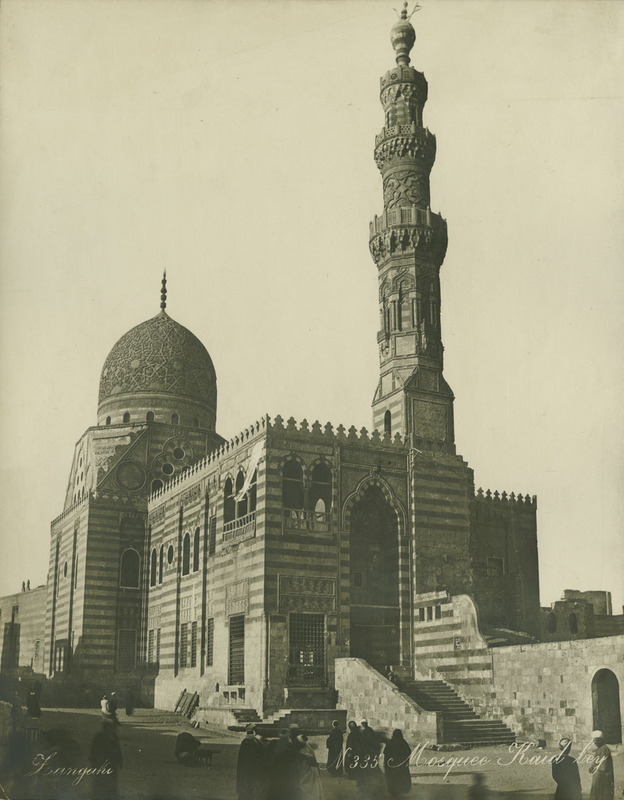
Mosquée du sultan Qait Bay au Caire.
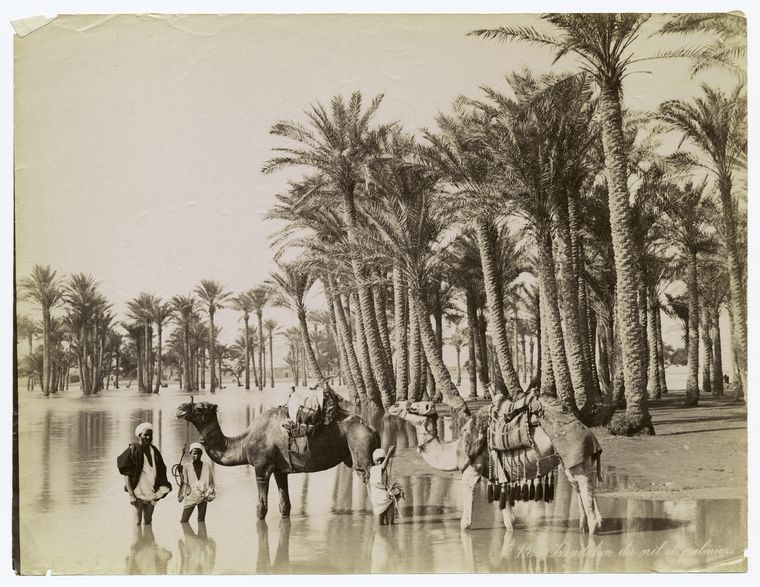
Le Nil, chameliers et palmiers.
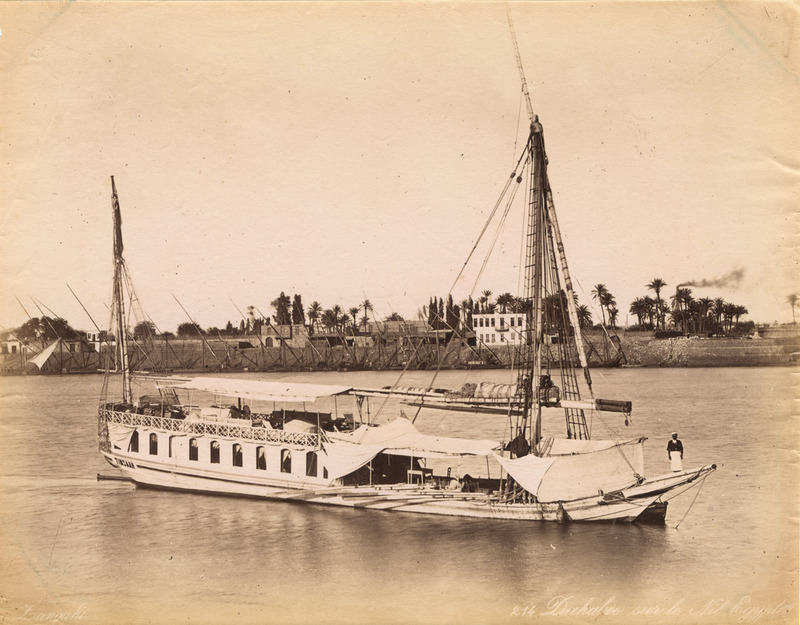
Dahabieh sur le Nil.
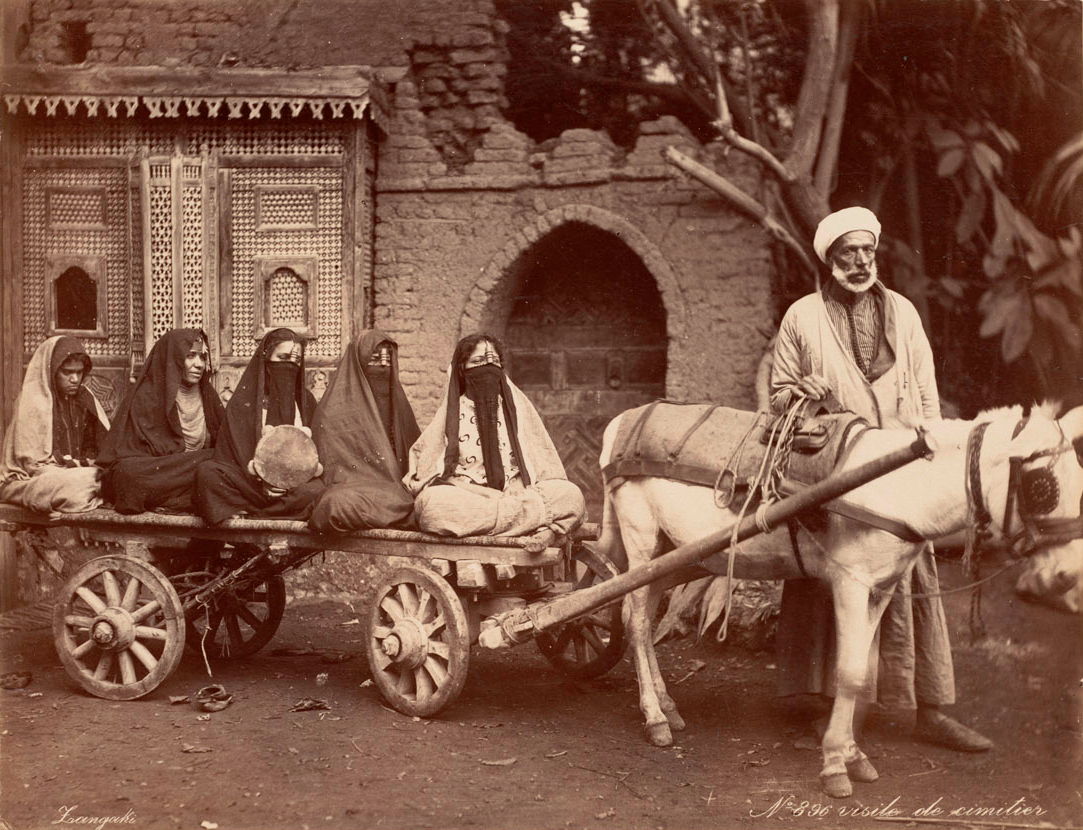
Un arabe avec trois veuves et deux servantes.
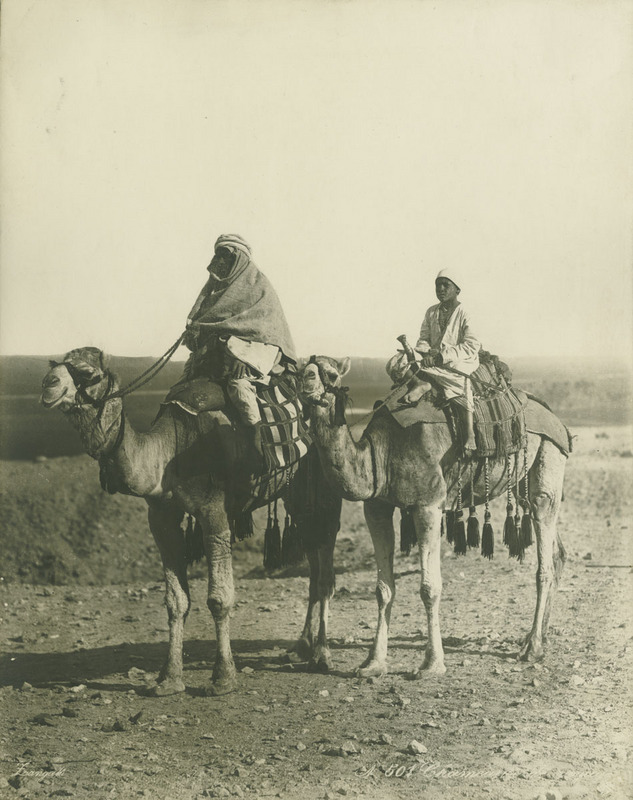
Chameliers.
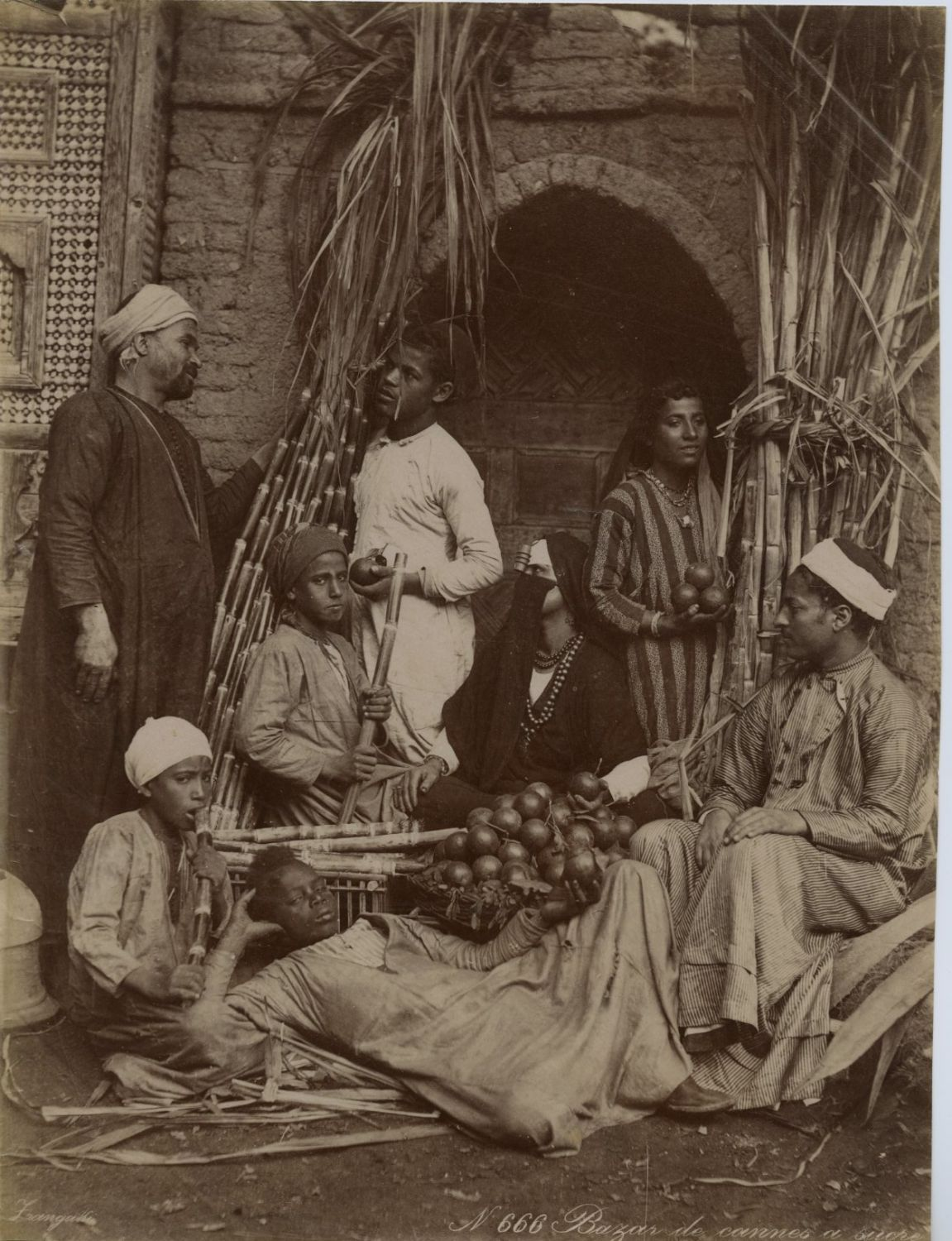
Scène de bazar.
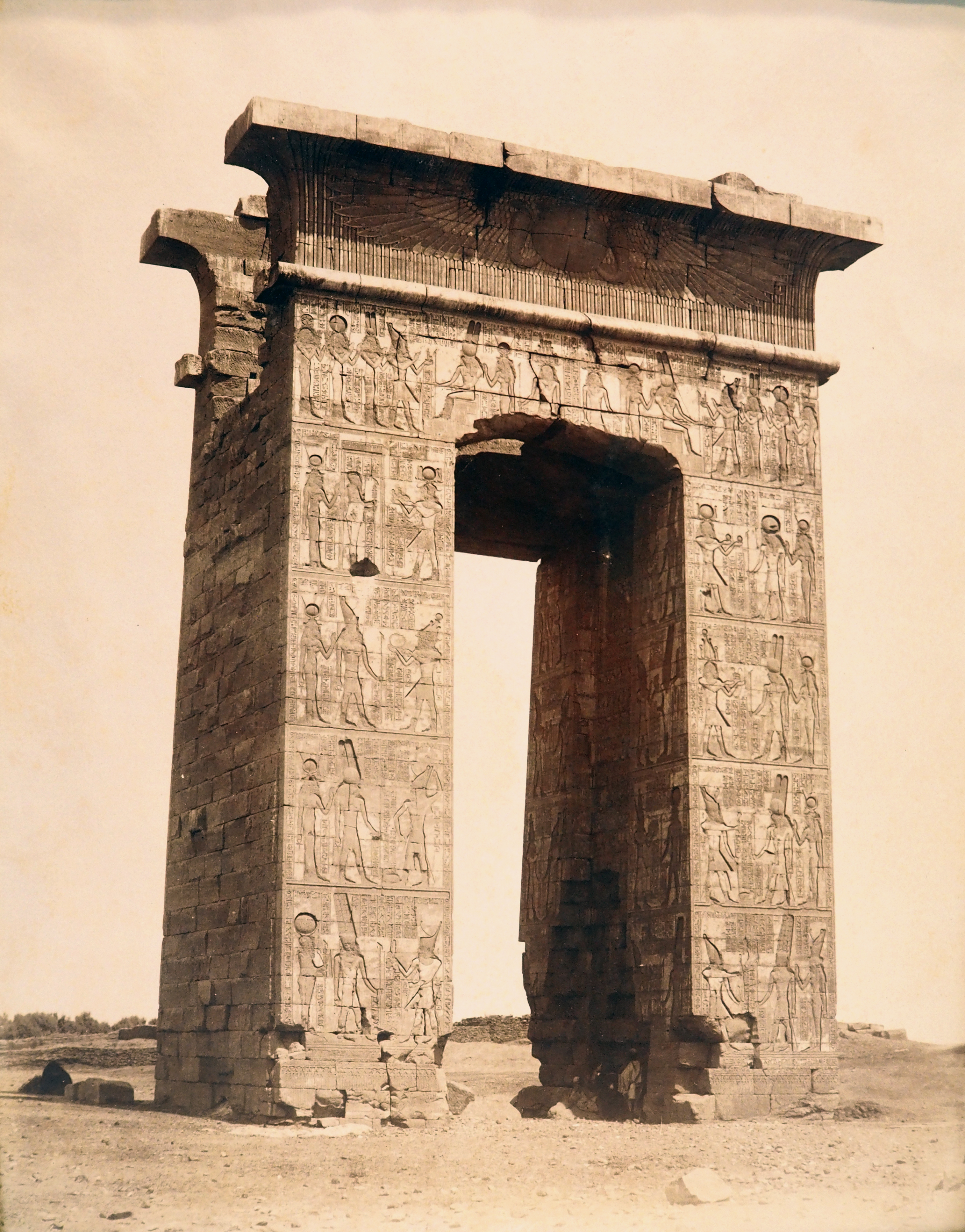
Karnak, Porte de Ptolémé III, Mougins, © (MACM) Musée d'art classique de Mougins
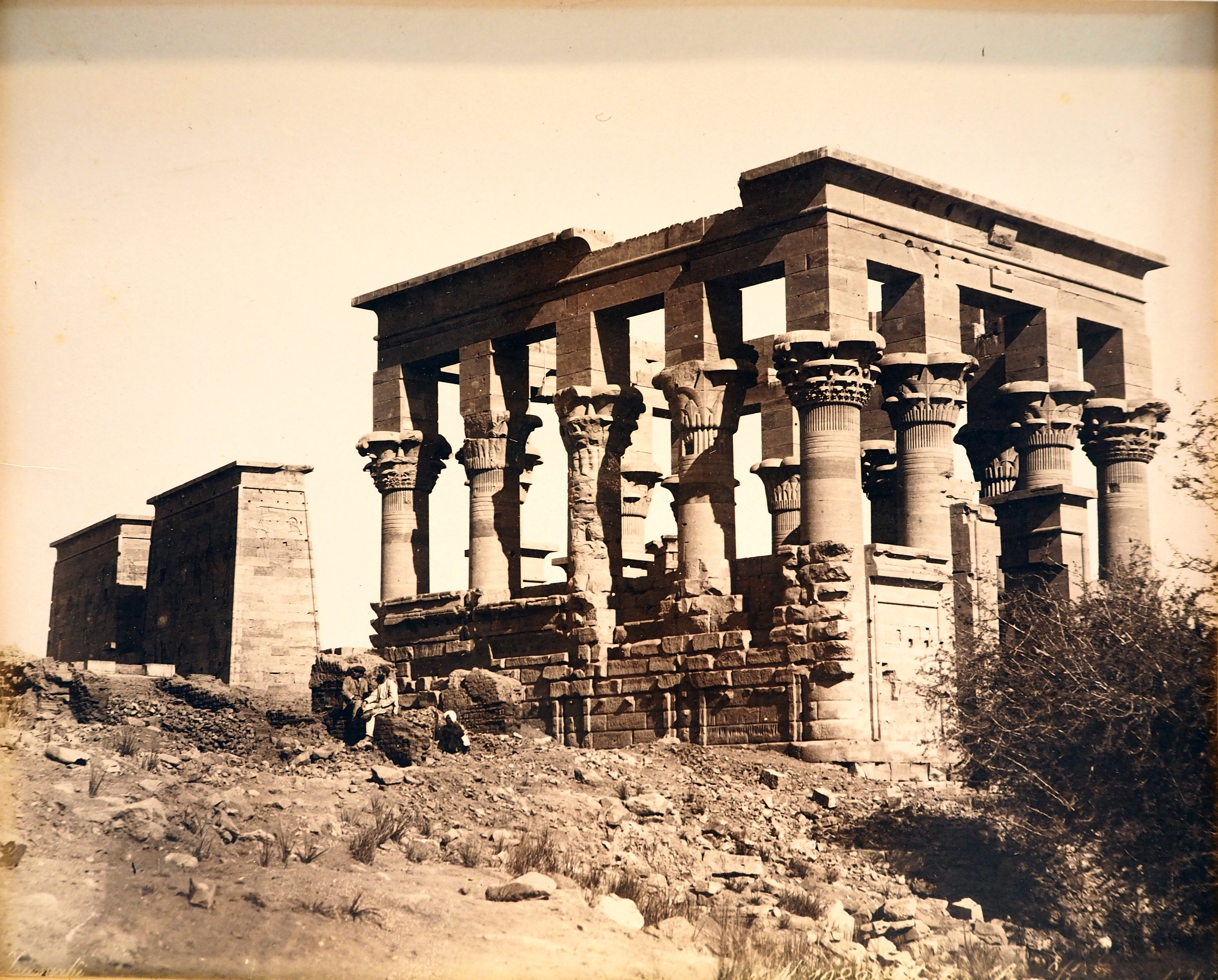
Ile de Philae, Mougins, © (MACM) Musée d'art classique de Mougins